# Чай Цзин
Чай Цзин (кит.:柴静; піньїнь: Chái Jìng; нар. 1 січня 1976) — китайська журналістка, колишня телеведуча, авторка і екологічна активістка.
У 1995 році Чай почала свою телевізійну кар'єру як радіоведуча в провінції Хунань. З 2001 по 2013 рік вона працювала на Центральному телебаченні Китаю (CCTV) як шанована репортерка-розслідувачка і ведуча. У 2012 році вона опублікувала автобіографію Insight (Chinese), яка була продана тиражем понад 1 мільйон примірників.
У 2014 році Чай провела незалежне розслідування екологічних проблем Китаю, кульмінацією якого був документальний фільм під назвою «Під куполом» (Китай). До 3 березня 2015 року фільм зібрав понад 150 мільйонів переглядів у Китаї, що викликало широку дискусію про забруднення та екологічну політику Китаю. 7 березня 2015 року влада заблокувала фільм на китайських сайтах. У 2015 році вона також увійшла до списку 100 найвпливовіших людей журналу Time.

## Раннє життя
Чай народилася в Ліньфені, Шаньсі (Китай). У 1991 році вона вступила до Чаншаського залізничного інституту (тепер відомий як Центральний південний університет або залізничний кампус університету Чжуннань) у Чанші, провінція Хунань, за спеціальністю бухгалтерка. Ще будучи студенткою, вона написала листа ведучому на Хунаньському мистецькому радіо із запитом: «Чи не могли б ви допомогти мені здійснити мою мрію?» Ведучий запропонував їй інтерв’ю, і згодом її взяли працювати на вокзал. Після закінчення університету в 1995 році вона вела радіопрограму Ніжне місячне світло. Через три роки, у віці 22 років, вона вступила до Пекінського інституту мовлення (тепер відомий як Університет комунікації Китаю), щоб вивчати телевізійне виробництво, водночас ведучи іншу радіопрограму Хунань «Нова молодь». У 2001 році вона приєдналася до Центрального телебачення Китаю (CCTV) як репортерка і ведуча, одночасно навчаючись на магістра образотворчих мистецтв у Пекінському університеті.

## Кар'єра в CCTV
У 2001 році Чай стала ведучою і репортеркою Horizon Connection (Китай) у системі відеоспостереження. Через два роки, будучи репортеркою-розслідувачкою, вона висвітлювала криз важкого гострого респіраторного синдрому (ГРВІ), з’явившись на камеру в білому захисному одязі і виглядаючи блідою і худою.
Після землетрусу в Сичуані 2008 року в окрузі Веньчуань Чай вийшла на місце події, щоб жити з біженцями, щоб відчути їх важкі умови життя. Пізніше вона об'єднала цей досвід у програму під назвою «Сім днів у Янпіні» . Цей репортаж підвищив її репутацію телевізійної репортерки.
У 2009 році Чай залишила репортаж з розслідувань, щоб вести «24 години» та бути ведучою програми Один на один для новин CCTV. У 2011 році вона стала однією з ведучих випуску Insight вихідного дня.
Чай відома своєю технікою прямого інтерв'ю.
У 2013 році навколо Чай виникли деякі суперечки. Вийшовши заміж за відомого фотографа Чжао Цзя, вона завагітніла, але вирішила не народжувати дитину в лікарні в Китаї. Натомість вона поїхала до Сполучених Штатів до того, як їй настав час народжувати.

## Сфабриковані звинувачення в корупції
19 вересня 2009 року блогер Wujinger1, опублікував неправдиву статтю «Відому ведучу відеоспостереження Чай Цзін заарештували сьогодні за підозрою в отриманні хабарів». Наступного дня сама Чай спростувала чутки. Кілька місяців потому, 13 липня 2010 року, Wujinger1 опублікував ще одну неправдиву статтю: «Сьогодні прокуратура знову забрала господиню відеоспостереження Чай Цзін», в якій стверджується, що її знову розслідують за звинуваченнями в корупції. Пізніше виявилося, що Wujinger1 був Ву Чжибо, який хотів привернути увагу. Він вибачився перед Чай, сказавши, що вона його кумир, і він хотів, щоб громадськість дізналася більше про Чай.

## Екологічний документальний фільм«Під куполом»
Ще будучи вагітною, Чай повідомили, що в її дочки доброякісна пухлина. Пухлина дочки може бути викликана курінням під час вагітності. Після народження дочки Чай провела власне річне дослідження екологічних проблем Китаю, витративши майже 1 мільйон юанів (167 000 доларів США) на створення документального фільму під назвою «Під куполом», який був випущений для безкоштовного онлайн-перегляду 1 березня 2015 року. Документальний фільм з Чай як фактичною ведучою на сцені переглянули понад 150 мільйонів разів до 3 березня і з тих пір піддали в Китаї цензурі.

## Програми
- Один на один (面对面) — це 45-хвилинне особисте інтерв’ю та біографічне шоу знаменитостей, поточних подій та авторитетних діячів.
- Розуміння, яка розпочалася у 2010 році, проводила Чай у вихідні дні. Мультимедійна програма спостерігає за змінами життя, бажаннями, думками та сприйняттям людей у швидких змінах часу. Мета – покращити взаєморозуміння між людьми[8][9].

## Публікації
- Чай Цзин. (2001). Використовуйте моє життя, щоб забути автобіографію. Видавництво Хайнань[10][недоступне посилання].
- Чай Цзин. (2013). Автобіографія Кандзян або Розуміння. Guangxi Normal University Press[11].

## Нагороди
- 2003: Кореспондентка року журналістських розслідувань про боротьбу з ГРВІ
- 2008: Щорічні зелені персонажі переміщують Китай у 2007 році
- 2009: Нагорода у конкурсі промови Столичної асоціації репортерів
- 2010: Приз «Золота камера» Картопляного фестивалю. Вона була обрана одним із щорічних десяти найкращих ведучих CCTV